# Campionati oceaniani di atletica leggera 2019
I XVII campionati oceaniani di atletica leggera si sono svolti a Townsville, in Australia, dal 25 al 28 giugno 2019 presso la Townsville Sports Reserve. Gli atleti hanno gareggiato in 45 specialità, 21 maschili, 21 femminili e una mista. 
Durante la manifestazione sono stati assegnati, in gare separate, anche i titoli under 18 e si sono svolte alcune gare di atletica leggera paralimpica.

## Nazioni partecipanti
Hanno preso parte a questi campionati 18 nazioni e una squadra regionale dell'Australia che ha gareggiato indipendentemente rispetto alla nazionale di appartenenza. 
- Australia
  - / Australia settentrionale
- Figi
- Guam
- Isole Cook
- Isole Marianne Settentrionali
- Isole Salomone
- Kiribati
- Micronesia
- Nauru

- Nuova Caledonia
- Nuova Zelanda
- Papua Nuova Guinea
- Polinesia francese
- Samoa
- Samoa Americane
- Tonga
- Vanuatu
- Wallis e Futuna

## Risultati

### Uomini
| Specialità | Oro                                                               | Prestazione | Argento                                                                       | Prestazione | Bronzo                                                                                  | Prestazione            |
| Corse piane |                                                                   |             |                                                                               |             |                                                                                         |                        |
| 100 m | Edward Osei-Nketia                                                | 10"34       | Jake Doran                                                                    | 10"39       | Jack Hale                                                                               | 10"51                  |
| 200 m | Jeremy Dodson                                                     | 21"11       | Banuve Tabakaucoro                                                            | 21"15       | Alexander Hartmann                                                                      | 21"17                  |
| 400 m | Steven Solomon                                                    | 46"12       | Tyler Gunn                                                                    | 46"51       | Alex Beck                                                                               | 46"61                  |
| 800 m | Joshua Ralph                                                      | 1'56"01     | Mason Cohen                                                                   | 1'49"77     | Brad Mathas                                                                             | 1'50"47                |
| 1 500 m | Matthew Ramsden                                                   | 3'41"62     | Rorey Hunter                                                                  | 3'44"67     | Samuel Tanner                                                                           | 3'46"30                |
| 5 000 m | Oli Chignell                                                      | 14'07"17    | Matthew Baxter                                                                | 14'08"87    | Andrew Buchanan                                                                         | 14'19"53               |
| 10 000 m | Harry Summers                                                     | 29'19"99    | Jack Rayner                                                                   | 29'55"41    | Siune Kagl                                                                              | 32'47"14               |
| Marcia 10 000 m | Rhydian Cowley                                                    | 41'57"57    | Declan Tingay                                                                 | 42'42"44    | Medaglia non assegnata                                                                  | Medaglia non assegnata |
| Corse a ostacoli |                                                                   |             |                                                                               |             |                                                                                         |                        |
| 110 m hs | Nicholas Hough                                                    | 13"77       | Nicholas Andrews                                                              | 13"84       | Jacob McCorry                                                                           | 14"13                  |
| 400 m hs | Ian Dewhurst                                                      | 50"79       | Michael Cochrane                                                              | 51"54       | Daniel Baul                                                                             | 52"30                  |
| 3 000 m siepi | Ben Buckingham                                                    | 8'41"15     | Max Stevens                                                                   | 8'43"22     | Matthew Clarke                                                                          | 8'45"14                |
| Salti |                                                                   |             |                                                                               |             |                                                                                         |                        |
| Salto con l'asta | Angus Armstrong                                                   | 5,40 m      | Stephen Clough                                                                | 5,30 m      | Nick Southgate                                                                          | 5,30 m                 |
| Salto in alto | Hamish Kerr                                                       | 2,30 m =    | Brandon Starc                                                                 | 2,22 m      | Joel Baden                                                                              | 2,14 m                 |
| Salto in lungo | Henry Smith                                                       | 7,91 m      | Jordan Peters                                                                 | 7,61 m      | Christopher Mitrevski                                                                   | 7,50 m                 |
| Salto triplo | Alwyn Jones                                                       | 15,85 m     | Ayo Ore                                                                       | 15,73 m     | Peniel Richard                                                                          | 15,24 m                |
| Lanci |                                                                   |             |                                                                               |             |                                                                                         |                        |
| Getto del peso | Jacko Gill                                                        | 20,75 m     | Damien Birkenhead                                                             | 19,55 m     | Ryan Ballantyne                                                                         | 19,05 m                |
| Lancio del disco | Mitchell Cooper                                                   | 60,25 m     | Alexander Parkinson                                                           | 58,32 m     | Marshall Hall                                                                           | 57,03 m                |
| Lancio del martello | Costa Kousparis                                                   | 66,20 m     | Ned Weatherly                                                                 | 65,94 m     | Anthony Nobilo                                                                          | 64,93 m                |
| Lancio del giavellotto | Nash Lowis                                                        | 79,10 m     | Liam O'Brien                                                                  | 77,32 m     | Alex Wood                                                                               | 71,44 m                |
| Prove multiple |                                                                   |             |                                                                               |             |                                                                                         |                        |
| Decathlon | Ashley Moloney                                                    | 8103 p.     | Cedric Dubler                                                                 | 8031 p.     | Kyle Cranston                                                                           | 7702 p.                |
| Staffette |                                                                   |             |                                                                               |             |                                                                                         |                        |
| 4×100 m | Australia Jake Doran Alexander Hartmann Jack Hale Zach Holdsworth | 39"36       | Papua Nuova Guinea Linus Kuravi Benjamin Aliel Manoka John Michael Penny      | 41"85       | Samoa Paulo Wallwork-Tuala Tapasu Jonathon Paea Kolone Paul Peter Alefosio Kelvin Masoe | 41"97                  |
| 4×400 m | Australia Alex Beck Tyler Gunn Ian Halpin Steven Solomon          | 3'08"67     | Papua Nuova Guinea Emmanuel Wanga Kaminiel Matlaun Daniel Baul Benjamin Aliel | 3'13"32     | Nuova Zelanda Max Attwell Luke Mercieca Samuel Tanner Joshua Ledger                     | 3'14"33                |
| record mondiale; record mondiale stagionale; record oceaniano; record dei campionati; record nazionale; record personale; record personale stagionale. |                                                                   |             |                                                                               |             |                                                                                         |                        |

### Donne
| Specialità | Oro                                                                        | Prestazione | Argento                                                                   | Prestazione | Bronzo                                                                        | Prestazione            |
| Corse piane |                                                                            |             |                                                                           |             |                                                                               |                        |
| 100 m | Zoe Hobbs                                                                  | 11"56       | Naa Anang                                                                 | 11"67       | Georgia Hulls                                                                 | 11"99                  |
| 200 m | Riley Day                                                                  | 23"51       | Zoe Hobbs                                                                 | 23"68       | Nana-Adoma Owusu-Afriyie                                                      | 23"86                  |
| 400 m | Bendere Oboya                                                              | 52"29       | Caitlin Jones                                                             | 52"79       | Angeline Blackburn                                                            | 55"00                  |
| 800 m | Catriona Bisset                                                            | 2'02"16     | Angela Petty                                                              | 2'03"41     | Morgan Mitchell                                                               | 2'05"02                |
| 1 500 m | Georgia Griffith                                                           | 4'12"53     | Bernadette Williams                                                       | 4'13"52     | Sarah Billings                                                                | 4'16"41                |
| 5 000 m | Melissa Duncan                                                             | 15'41"44    | Paige Campbell                                                            | 15'46"25    | Tara Palm                                                                     | 16'35"16               |
| 10 000 m | Sinead Diver                                                               | 32'25"86    | Ellie Pashley                                                             | 32'29"08    | Emily Brichacek                                                               | 33'23"45               |
| Marcia 10 000 m | Jemima Montag                                                              | 43'50"84    | Katie Hayward                                                             | 45'35"81    | Medaglia non assegnata                                                        | Medaglia non assegnata |
| Corse a ostacoli |                                                                            |             |                                                                           |             |                                                                               |                        |
| 100 m hs | Brianna Beahan                                                             | 13"30       | Celeste Mucci                                                             | 13"49       | Michelle Jenneke                                                              | 13"81                  |
| 400 m hs | Sara Klein                                                                 | 56"07       | Sarah Carli                                                               | 56"72       | Portia Bing                                                                   | 57"11                  |
| 3 000 m siepi | Paige Campbell                                                             | 9'46"40     | Georgia Winkcup                                                           | 9'46"51     | Stella Radford                                                                | 10'16"50               |
| Salti |                                                                            |             |                                                                           |             |                                                                               |                        |
| Salto con l'asta | Elizaveta Parnova                                                          | 4,60 m      | Olivia McTaggart                                                          | 4,25 m      | Lisa Campbell                                                                 | 4,10 m                 |
| Salto in alto | Josephine Reeves                                                           | 1,86 m      | Alysha Burnett                                                            | 1,86 m      | Hannah Joye                                                                   | 1,84 m                 |
| Salto in lungo | Rellie Kaputin                                                             | 6,50 m      | Brooke Stratton                                                           | 6,49 m      | Naa Anang                                                                     | 6,44 m                 |
| Salto triplo | Rellie Kaputin                                                             | 13,04 m     | Ellen Pettitt                                                             | 12,94 m     | Aliyah Johnson                                                                | 12,87 m                |
| Lanci |                                                                            |             |                                                                           |             |                                                                               |                        |
| Getto del peso | Maddison-Lee Wesche                                                        | 18,04 m     | Victoria Owers                                                            | 16,26 m     | Atamaama Tu'utafaiva                                                          | 16,15 m                |
| Lancio del disco | Kimberley Mulhall                                                          | 55,88 m     | Taryn Gollshewsky                                                         | 55,14 m     | Sositina Hakeai                                                               | 54,96 m                |
| Lancio del martello | Julia Ratcliffe                                                            | 71,39 m     | Alexandra Hulley                                                          | 65,81 m     | Nicole Bradley                                                                | 64,49 m                |
| Lancio del giavellotto | Kelsey-Lee Barber                                                          | 65,61 m     | Mackenzie Little                                                          | 57,74 m     | Tori Peeters                                                                  | 51,79 m                |
| Prove multiple |                                                                            |             |                                                                           |             |                                                                               |                        |
| Eptathlon | Kiara Reddingius                                                           | 5149 p.     | Christina Ryan                                                            | 4756 p.     | Medaglia non assegnata                                                        | Medaglia non assegnata |
| Staffette |                                                                            |             |                                                                           |             |                                                                               |                        |
| 4×100 m | Australia Nana-Adoma Owusu-Afriyie Kristie Edwards Riley Day Celeste Mucci | 44"47       | Nuova Zelanda Olivia Eaton Brooke Somerfield Georgia Hulls Natasha Eady   | 45"19       | Papua Nuova Guinea Adrine Monagi Toea Wisil Nancy Malmamut Leonie Beu         | 47"08                  |
| 4×400 m | Australia Angeline Blackburn Caitlin Jones Ellie Beer Morgan Mitchell      | 3'38"86     | Nuova Zelanda Stella Pearless Angela Petty Katherine Camp Krystie Solomon | 3'47"70     | Papua Nuova Guinea Leonie Beu Donna Koniel Isila Manukip Apkup Nancy Malmamut | 3'53"49                |
| record mondiale; record mondiale stagionale; record oceaniano; record dei campionati; record nazionale; record personale; record personale stagionale. |                                                                            |             |                                                                           |             |                                                                               |                        |

### Misti
| Specialità | Oro                                                         | Prestazione | Argento                                                                         | Prestazione | Bronzo                                                             | Prestazione |
| 4×400 m | Australia Rebecca Bennett Ellie Beer Tom Willems Ian Halpin | 3'23"56     | / Australia settentrionale Jay Stone Finn O'Keefe Kayla Montagner Imogen Dellow | 3'50"31     | Guam Maurine De La Paz Paul Dimalanta Genina Criss Christian Ruder | 4'02"38     |
| record mondiale; record mondiale stagionale; record oceaniano; record dei campionati; record nazionale; record personale; record personale stagionale. |                                                             |             |                                                                                 |             |                                                                    |             |

## Medagliere
| Posiz. | Nazione                    | Oro | Argento | Bronzo | Totale |
| ------ | -------------------------- | --- | ------- | ------ | ------ |
| 1      | Australia                  | 34  | 30      | 21     | 85     |
| 2      | Nuova Zelanda              | 8   | 11      | 13     | 32     |
| 3      | Papua Nuova Guinea         | 2   | 2       | 5      | 9      |
| 4      | Samoa                      | 1   | 0       | 1      | 2      |
| 5      | / Australia settentrionale | 0   | 1       | 0      | 1      |
| 6      | Figi                       | 0   | 1       | 0      | 1      |
| 7      | Guam                       | 0   | 0       | 1      | 1      |
| 7      | Tonga                      | 0   | 0       | 1      | 1      |
| Totale | Totale                     | 45  | 45      | 42     | 132    |